# Pinner
Pinner is een wijk in het Londense bestuurlijke gebied Harrow, in de regio Groot-Londen.

## Geboren in Pinner
- Patrick Moore (1923-2012), sterrenkundige en presentator van The Sky at Night
- Derek Bell (1941), autocoureur
- Elton John (1947), popzanger, pianist en componist
- Marvin Sordell (1991), voetballer